# Einkünfte aus Land- und Forstwirtschaft (Österreich)
Die Einkünfte aus Land- und Forstwirtschaft gehören in Österreich zu den betrieblichen Einkunftsarten. Dazu zählen die Einkünfte aus Land- und Forstwirtschaft (§ 21 EStG), Einkünfte aus selbständiger Arbeit (§ 22 EStG) und Einkünfte aus Gewerbebetrieb (§ 23 EStG). Das Einkommensteuergesetz (EStG) ist anzuwenden und im Speziellen die Randziffern (Rz) 5001 bis 5188 der Einkommensteuerrichtlinien 2000.

## Allgemein
Die Definition durch den Verwaltungsgerichtshof lautet: In der Einkunftsart Land- und Forstwirtschaft werden Erträge aus der Erzeugung von pflanzlichen und tierischen Produkten mit Hilfe der Naturkräfte erfasst. Es muss ein Mindestmaß an Beziehung zum Grund und Boden gegeben sein. (VwGH 19. März 1985, 84/14/0139)
Insbesondere den Einkünften aus Land- und Forstwirtschaft zuzurechnen sind:
- Landwirtschaft
- Forstwirtschaft
- Weinbau
- Garten-, Gemüse- und Obstbau
- Tierzucht- und Tiererhaltungsbetrieb
- Binnenfischerei
- Fischzucht
- Jagd

Für die aufgezählten Teilbereiche existieren auch jeweils Spezialnormen die bei der steuerlichen Gewinnermittlung zu berücksichtigen sind. Gewinne aus Veräußerung eines Betriebes, Teilbetriebes oder Mitunternehmerschaftsanteils gelten ebenfalls als Einkünfte aus Land- und Forstwirtschaft.
Die Erträge von Nebenbetrieben (Substanzbetriebe, z. B. Schotterabbau, und Verwertungsbetrieben, z. B. Sägewerke) sind ebenfalls den Einkünften aus Land- und Forstwirtschaft zuzurechnen, wenn dabei die jährlichen Einnahmen 33.000 € inkl. USt. nicht übersteigen. Auch andere Nebentätigkeiten (z. B. Holzschlägerung für Dritte, Schneeräumung als Dienstleister etc.) müssen hier angerechnet werden – übersteigen die jährlichen Gesamteinnahmen die Grenze von 33.000 €, liegen vom ersten Euro an Einkünfte aus Gewerbebetrieb vor.

## Gewinnermittlungsarten
Am häufigsten wird der Einheitswert des Betriebes als Berechnungsgrundlage verwendet. Der Einheitswert wird um die Verpachtungen vermindert und um die Zupachtungen erhöht. Je nach Höhe des Einheitswertes werden verschiedene Formen der Veranlagung gewählt:
1. Die Vollpauschalierung
2. Einnahmen-Ausgaben-Rechnung (Teilpauschalierung)
3. Bilanzierung

Damit die Pauschalierungsmethoden angewendet werden dürfen darf der Vorjahresumsatz 220.000 Euro (bei Forstwirtschaft 250.000 Euro) nicht übersteigen. Der Steuerpflichtige hat eine Gewinnermittlungsart für den gesamten Betrieb zu wählen. Die PauschVO 2011 ist anzuwenden.

### Vollpauschalierung
Ist der Einheitswert kleinergleich 100.000 Euro und besteht keine Buchführungspflicht nach § 125 BAO und werden auch nicht freiwillig Bücher geführt, dann steht dem Steuerpflichtigen die Möglichkeit der Vollpauschalierung nach § 17(4) EStG zu. Werden die Voraussetzungen erfüllt, so kann der land- und forstwirtschaftliche Betrieb den Durchschnittsatz von 42 % des maßgebenden Einheitswertes als Gewinn ansetzen. Die Betriebseinnahmen und -ausgaben sind bei dieser Form grundsätzlich unbedeutend. Zusätzliche pauschale Ausgaben, die geltend gemacht werden können, sind:
- an die Sozialversicherungsanstalt abgeführten Sozialversicherungsbeiträge
- Pachtzinsen (nicht mehr als 25 % der auf die zugepachtete Fläche entfallenden Einheitswerts)
- betriebliche Schuldzinsen
- Ausgedingelasten und
- außergewöhnliche Ernteausfälle und Viehverluste (nur bis 2010)

Der Steuerpflichtige muss ausdrücklich erwähnen, dass er von der Pauschalierung Gebrauch machen möchte.

### Einnahmen-Ausgaben-Rechnung
Befindet sich der Einheitswert zwischen 100.000 und 150.000 Euro kann die Teilpauschalierung angewendet werden. Das gilt auch für land- und forstwirtschaftliche Betriebe mit Option auf die sozialversicherungsrechtliche Beitragsgrundlage nach § 23(1a) Bauernsozialversicherungsgesetz bei einem Einheitswert unter 100.000 Euro, und wenn der reine forstwirtschaftliche Einheitswert 11.000 Euro übersteigt. Treffen diese Voraussetzungen zu, wird der Gewinn nach § 4(3) EStG Einnahmen-Ausgaben-Rechnung ermittelt, d. h. die Berechnungsgrundlage wird der Umsatz der sich aus den aufzuzeichnenden Betriebseinnahmen bildet. Der Steuerpflichtige kann 70 % seiner tatsächlichen Betriebseinnahmen als Betriebsausgaben ansetzen.
Ausnahmen davon sind außerordentliche Betriebseinnahmen und gesondert zugelassene Ausgaben wie beispielsweise:
- Ausgaben für den Eingang an Waren und Rohstoffen laut § 128 BAO,
- Ausgaben für Löhne (inkl. Lohnnebenkosten) soweit diese unmittelbar dem Betriebsgegenstand zurechbar sind
- Beiträge im Sinne des § 4 Abs. 4 Z 1 (Sozialversicherungsaufwendungen)

Wechselt der Steuerpflichtige von der pauschalen Angabe der Betriebsausgaben zum Einzelnachweis, so hat er diese Form für mindestens fünf Wirtschaftsjahre beizubehalten.
Der Steuerpflichtige kann von der Vollpauschalierung auf die Teilpauschalierung optieren, ist jedoch auch hier wieder für fünf Wirtschaftsjahre an diese Entscheidung gebunden. Steuerberater empfehlen vor jeder Veranlagung die Pauschalierungsoptionen durchzurechnen.

### Bilanzierung
Übersteigt der Einheitswert 150.000 Euro oder übersteigt der Umsatz in zwei aufeinanderfolgenden Kalenderjahren 550.000 Euro so ist eine Gewinnermittlung nach § 4(1) EStG durchzuführen. § 125 BAO Steuerpflichtige die zur Buchführung verpflichtet sind, oder dies freiwillig tun, dürfen ein vom Kalenderjahr abweichendes Wirtschaftsjahr beantragen.

## Abgrenzung zum Gewerbebetrieb
Werden im Rahmen eines landwirtschaftlichen Hauptbetriebes auch Umsätze aus zugekauften Erzeugnissen erzielt, so ist ein einheitlicher landwirtschaftlicher Betrieb auch dann anzunehmen, wenn der Einkaufswert des Zukaufes fremder Erzeugnisse nicht mehr als 25 % des Umsatzes dieses Betriebes beträgt. § 30(9) BewG
Übersteigt der Wert 25 % liegen Einkünfte aus einem Gewerbebetrieb nach § 23 EStG vor. Gleiches gilt für zugekaufte Urprodukte (Direktvermarkter).
Abgrenzungsprobleme ergeben sich durch das Vermieten von Gästezimmer, etwaigen Nebenbetrieben (z. B.: Sägewerk, Sennerei) und die gewerbliche Tierhaltung.